# الگوی نما
الگوی نما (فساد): یک الگوی ساختاری در الگوهای طراحی نرم‌افزار می‌باشد که معمولاً در برنامه‌نویسی شی گرا از آن استفاده می‌شود. نام آن برگرفته از شباهت آن به مشابه آن در معماری ساختمان نما (ساختمان) می‌باشد.
نما، شیءای است که یک رابط راحت برای دسترسی به قسمت بزرگ و پیچیده‌ای از کد می‌باشد. مثل کتابخانه کلاس‌ها. فساد می‌تواند:
- استفاده از یک کتابخانه نرم‌افزاری را آسان‌تر کند، بفهمد و آن را تست کند. چرا که توابع راحتی برای عملیات‌های عادی دارد.
- به دلایل مشابهی، خواندن از کتابخانه را راحت‌تر و امکان‌پذیرتر می‌کند.
- کاهش وابستگی به کدهای خارجی مهم‌ترین وظیفه یک کتابخانه داخلی است، چرا که بیشتر قسمت‌های کد از نما استفاده می‌کنند، باعث تغییرپذیری بیشتر در طراحی سیستم می‌شود.
- بسته مجموعه‌ای از رابط‌های برنامه کاربری با طراحی ضعیف، تنها با یک رابط برنامه کاربری (API) که از طراحی خوبی برخوردار است.

معمولاً وقتی از الگوی طراحی نما استفاده می‌شود که سامانه از پیچیدگی زیادی برخوردار است یا فهمیدن آن دشوار است، به خاطر آن که تعداد زیادی از کلاس‌های دارای وابستگی داخلی یا کلاس‌هایی که کد آنها در دسترس نباشد وجود داشته باشند. این الگو پیچیدگی یک سامانه بزرگ را مخفی کرده و یک رابط ساده برای مشتری فراهم می‌کند. معمولاً دارای یک کلاس پوشه‌بندی ساده است که مجموعه‌ای از عضوهای مورد نیاز مشتری در آن وجود دارند. این اعضا به جای مشتری نما، به سامانه دسترسی دارند و نحوه پیاده‌سازی را مخفی می‌کنند.

## استفاده
معمولاً وقتی که رابط دسترسی راحت‌تر به یک شیء در سطح پایین‌تر نیاز باشد از فساد استفاده می‌شود. همچنین زمانه که پوشه‌بند (wrapper) نیاز است تا یک رابط خاصی را رعایت کند و رفتار چندوجهی (polymorphic) را رعایت کند از آداپتور می‌توان استفاده کرد. توسط دکوراتور می‌توان رفتار یک واسط را در زمان اجرا تغییر داد.
| الگو     | هدف                                                                            |
| -------- | ------------------------------------------------------------------------------ |
| آداپتور  | تغییر یک رابط به رابط دیگر جهت برآوردن انتظار مشتری                            |
| دکوراتور | به صورت پویا (داینامیک) با تغییر کد ویژگی‌های جدیدی به رابط کاربری اضافه می‌کند. |
| نما      | یک رابط راحت ایجاد ارائه می‌کند.                                                |

معمولاً در مواقعی از الگوی نما استفاده می‌شود که:
- به یک رابط راحت برای دسترسی به یک سامانه پیچیده نیاز است.
- سامانه‌ای بسیار پیچیده است یا فهمیدن آن دشوار است.
- در یک نرم‌افزار لایه‌بندی شده، برای دسترسی به هر لایه، یک ورودی مجزا نیاز باشد و یا
- انتزاع و پیاده‌سازی یک بخش از سامانه (subsystem) به شدت به یکدیگر وابسته باشند.

## ساختار
Facade (نما)
نما بسته‌های ۱ تا ۳ را از بقیه برنامه جدا می‌کند.
Clients (مشتریان)
اشیاای که توسط الگوی نما به منابع دسترسی پیدا می‌کنند.

## مثال
این مثال خلاصه از چگونگی ارتباط یک مشتری با یک نما در یک سامانه پیچیده است. (مشتری: کاربر، نما: کامپیوتر، سامانه: سخت‌افزار کامپیوتر)

### C

#### پیاده‌سازی
```
namespace
 
DesignPattern.Facade

{

    
class
 
SubsystemA

    
{

        
public
 
string
 
OperationA1
()

        
{

            
return
 
"Subsystem A, Method A1\n"
;

        
}

        
public
 
string
 
OperationA2
()

        
{

            
return
 
"Subsystem A, Method A2\n"
;

        
}

    
}

    
class
 
SubsystemB

    
{

        
public
 
string
 
OperationB1
()

        
{

            
return
 
"Subsystem B, Method B1\n"
;

        
}

        
public
 
string
 
OperationB2
()

        
{

            
return
 
"Subsystem B, Method B2\n"
;

        
}

    
}

    
class
 
SubsystemC

    
{

        
public
 
string
 
OperationC1
()

        
{

            
return
 
"Subsystem C, Method C1\n"
;

        
}

        
public
 
string
 
OperationC2
()

        
{

            
return
 
"Subsystem C, Method C2\n"
;

        
}

    
}

    
public
 
class
 
Facade

    
{

        
private
 
readonly
 
SubsystemA
 
a
 
=
 
new
 
SubsystemA
();

        
private
 
readonly
 
SubsystemB
 
b
 
=
 
new
 
SubsystemB
();

        
private
 
readonly
 
SubsystemC
 
c
 
=
 
new
 
SubsystemC
();

        
public
 
void
 
Operation1
()

        
{

            
Console
.
WriteLine
(
"Operation 1\n"
 
+

                
a
.
OperationA1
()
 
+

                
b
.
OperationB1
()
 
+

                
c
.
OperationC1
());

        
}

        
public
 
void
 
Operation2
()

        
{

            
Console
.
WriteLine
(
"Operation 2\n"
 
+

                
a
.
OperationA2
()
 
+

                
b
.
OperationB2
()
 
+

                
c
.
OperationC2
());

        
}

    
}

}

```

#### نمونه کد
```
namespace
 
DesignPattern.Facade.Sample

{

    
// The 'Subsystem ClassA' class

    
class
 
CarModel

    
{

        
public
 
void
 
SetModel
()

        
{

            
Console
.
WriteLine
(
" CarModel - SetModel"
);

        
}

    
}

    
/// <summary>

    
/// The 'Subsystem ClassB' class

    
/// </summary>

    
class
 
CarEngine

    
{

        
public
 
void
 
SetEngine
()

        
{

            
Console
.
WriteLine
(
" CarEngine - SetEngine"
);

        
}

    
}

    
// The 'Subsystem ClassC' class

    
class
 
CarBody

    
{

        
public
 
void
 
SetBody
()

        
{

            
Console
.
WriteLine
(
" CarBody - SetBody"
);

        
}

    
}

    
// The 'Subsystem ClassD' class

    
class
 
CarAccessories

    
{

        
public
 
void
 
SetAccessories
()

        
{

            
Console
.
WriteLine
(
" CarAccessories - SetAccessories"
);

        
}

    
}

    
// The 'Facade' class

    
public
 
class
 
CarFacade

    
{

        
private
 
readonly
 
CarAccessories
 
accessories
;

        
private
 
readonly
 
CarBody
 
body
;

        
private
 
readonly
 
CarEngine
 
engine
;

        
private
 
readonly
 
CarModel
 
model
;

        
public
 
CarFacade
()

        
{

            
accessories
 
=
 
new
 
CarAccessories
();

            
body
 
=
 
new
 
CarBody
();

            
engine
 
=
 
new
 
CarEngine
();

            
model
 
=
 
new
 
CarModel
();

        
}

        
public
 
void
 
CreateCompleteCar
()

        
{

            
Console
.
WriteLine
(
"******** Creating a Car **********"
);

            
model
.
SetModel
();

            
engine
.
SetEngine
();

            
body
.
SetBody
();

            
accessories
.
SetAccessories
();

            
Console
.
WriteLine
(
"******** Car creation is completed. **********"
);

        
}

    
}

    
// Facade pattern demo

    
class
 
Program

    
{

        
static
 
void
 
Main
(
string
[]
 
args
)

        
{

            
var
 
facade
 
=
 
new
 
CarFacade
();

            
facade
.
CreateCompleteCar
();

            
Console
.
ReadKey
();

        
}

    
}

}

```

### جاوا
```
/* Complex parts */

class
 
CPU
 
{

    
public
 
void
 
freeze
()
 
{
 
...
 
}

    
public
 
void
 
jump
(
long
 
position
)
 
{
 
...
 
}

    
public
 
void
 
execute
()
 
{
 
...
 
}

}

class
 
HardDrive
 
{

    
public
 
byte
[]
 
read
(
long
 
lba
,
 
int
 
size
)
 
{
 
...
 
}

}

class
 
Memory
 
{

    
public
 
void
 
load
(
long
 
position
,
 
byte
[]
 
data
)
 
{
 
...
 
}

}

/* Facade */

class
 
ComputerFacade
 
{

    
private
 
CPU
 
processor
;

    
private
 
Memory
 
ram
;

    
private
 
HardDrive
 
hd
;

    
public
 
ComputerFacade
()
 
{

        
this
.
processor
 
=
 
new
 
CPU
();

        
this
.
ram
 
=
 
new
 
Memory
();

        
this
.
hd
 
=
 
new
 
HardDrive
();

    
}

    
public
 
void
 
start
()
 
{

        
processor
.
freeze
();

        
ram
.
load
(
BOOT_ADDRESS
,
 
hd
.
read
(
BOOT_SECTOR
,
 
SECTOR_SIZE
));

        
processor
.
jump
(
BOOT_ADDRESS
);

        
processor
.
execute
();

    
}

}

/* Client */

class
 
You
 
{

    
public
 
static
 
void
 
main
(
String
[]
 
args
)
 
{

        
ComputerFacade
 
computer
 
=
 
new
 
ComputerFacade
();

        
computer
.
start
();

    
}

}

```

### Ruby
```
# Complex Parts

class
 
CPU

  
def
 
freeze
;
 
end

  
def
 
jump
(
position
);
 
end

  
def
 
execute
;
 
end

end

class
 
Memory

  
def
 
load
(
position
,
 
data
);
 
end

end

class
 
HardDrive

  
def
 
read
(
lba
,
 
size
);
 
end

end

# Facade

class
 
ComputerFacade

  
def
 
initialize

    
@processor
 
=
 
CPU
.
new

    
@ram
 
=
 
Memory
.
new

    
@hd
 
=
 
HardDrive
.
new

  
end

  
def
 
start

    
@processor
.
freeze

    
@ram
.
load
(
BOOT_ADDRESS
,
 
@hd
.
read
(
BOOT_SECTOR
,
 
SECTOR_SIZE
))

    
@processor
.
jump
(
BOOT_ADDRESS
)

    
@processor
.
execute

  
end

end

# Client

computer_facade
 
=
 
ComputerFacade
.
new

computer_facade
.
start

```